# تامی نلسون (بازیگر)
تامی نلسون (به انگلیسی: Tommy Nelson) (زاده ۷ دسامبر ۱۹۹۷) بازیگر آمریکایی است.
از کارهای معروف او می‌توان به بازی در فیلم دوست من دامر اشاره کرد.

## فیلم‌شناسی
فهرست برخی از فیلم‌هایی که تامی نلسون در آن‌ها به ایفای نقش پرداخته‌است:
- چوپان خوب-۲۰۰۶
- سپس او مرا یافت-۲۰۰۷
- ده-۲۰۰۷
- این به جای آن-۲۰۰۸
- میان‌بر میک-۲۰۱۰
- قلمرو طلوع ماه-۲۰۱۲
- بری-۲۰۱۶
- دوست من دامر-۲۰۱۷